# Mario Carević
Mario Carević (Macarsca, 18 marzo 1982) è un allenatore di calcio ed ex calciatore croato, di ruolo centrocampista, tecnico del HNK Gorica.

## Carriera

### Giocatore
Nella stagione 1999-2000 inizia la carriera da professionista nell'Hajduk Spalato, giocando cinque stagioni e guadagnando 102 presenze in campionato. Nel 2004 viene acquistato dall'Al-Ittihad, dove resta fuori per l'intera esperienza araba.
La stagione successiva torna in Europa, acquistato dallo Stoccarda con cui ottiene 6 presenze nella Bundesliga. Nella stagione 2006-2007 ottiene il prestito per un anno nella squadra croata che l'aveva fatto esordire nel calcio professionistico. Il ritorno all'Hajduk consiste di 4 reti in 17 incontri.
Nel 2007 passa al Lokeren con cui gioca con costanza. Dopo le tre stagioni, rimane in Belgio passando al Kortrijk.
Dal 2011 gioca in Israele con il Maccabi Petah Tiqwa.

### Allenatore
Il 17 giugno 2021 viene annunciato sulla panchina del Varaždin.
Il 27 giugno 2023 prende le redini del Sebenico militante in 1. NL. Termina la prima stagione alla guida dei Narančasti con la vittoria del campionato cadetto, ottenendo così la promozione in HNL. Il 10 ottobre 2024, a seguito della quinta giornata consecutiva senza vittorie, culminata nella sconfitta per 4-0 contro l'Hajduk Spalato, rescinde consensualmente il contratto con il Sebenico. Cinque giorni dopo viene ufficializzato come nuovo tecnico HNK Gorica, club con il quale firma un contratto valido fino al 2026.

## Statistiche

### Cronologia presenze e reti in nazionale
| Cronologia completa delle presenze e delle reti in nazionale ― Croazia | Cronologia completa delle presenze e delle reti in nazionale ― Croazia | Cronologia completa delle presenze e delle reti in nazionale ― Croazia | Cronologia completa delle presenze e delle reti in nazionale ― Croazia | Cronologia completa delle presenze e delle reti in nazionale ― Croazia | Cronologia completa delle presenze e delle reti in nazionale ― Croazia | Cronologia completa delle presenze e delle reti in nazionale ― Croazia | Cronologia completa delle presenze e delle reti in nazionale ― Croazia |
| Data                                                                   | Città                                                                  | In casa                                                                | Risultato                                                              | Ospiti                                                                 | Competizione                                                           | Reti                                                                   | Note                                                                   |
| ---------------------------------------------------------------------- | ---------------------------------------------------------------------- | ---------------------------------------------------------------------- | ---------------------------------------------------------------------- | ---------------------------------------------------------------------- | ---------------------------------------------------------------------- | ---------------------------------------------------------------------- | ---------------------------------------------------------------------- |
| 9-2-2003                                                               | Sebenico                                                               | Croazia                                                                | 2 – 2                                                                  | Macedonia                                                              | Trofej Marjana                                                         | -                                                                      |                                                                        |
| Totale                                                                 |                                                                        | Presenze                                                               | 1                                                                      |                                                                        | Reti                                                                   | 0                                                                      |                                                                        |

| Cronologia completa delle presenze e delle reti in nazionale ― Croazia under 21 | Cronologia completa delle presenze e delle reti in nazionale ― Croazia under 21 | Cronologia completa delle presenze e delle reti in nazionale ― Croazia under 21 | Cronologia completa delle presenze e delle reti in nazionale ― Croazia under 21 | Cronologia completa delle presenze e delle reti in nazionale ― Croazia under 21 | Cronologia completa delle presenze e delle reti in nazionale ― Croazia under 21 | Cronologia completa delle presenze e delle reti in nazionale ― Croazia under 21 | Cronologia completa delle presenze e delle reti in nazionale ― Croazia under 21 |
| Data                                                                            | Città                                                                           | In casa                                                                         | Risultato                                                                       | Ospiti                                                                          | Competizione                                                                    | Reti                                                                            | Note                                                                            |
| ------------------------------------------------------------------------------- | ------------------------------------------------------------------------------- | ------------------------------------------------------------------------------- | ------------------------------------------------------------------------------- | ------------------------------------------------------------------------------- | ------------------------------------------------------------------------------- | ------------------------------------------------------------------------------- | ------------------------------------------------------------------------------- |
| 5-10-2001                                                                       | Velika                                                                          | Croazia under 21                                                                | 1 – 0                                                                           | Belgio under 21                                                                 | Qual. Europeo Under-21 2002                                                     | -                                                                               |                                                                                 |
| 10-11-2001                                                                      | Spalato                                                                         | Croazia under 21                                                                | 1 – 1                                                                           | Rep. Ceca under 21                                                              | Qual. Europeo Under-21 2002                                                     | -                                                                               | 51’                                                                             |
| 13-11-2001                                                                      | Teplice                                                                         | Rep. Ceca under 21                                                              | 0 – 0                                                                           | Croazia under 21                                                                | Qual. Europeo Under-21 2002                                                     | -                                                                               |                                                                                 |
| 13-2-2002                                                                       | Costrena                                                                        | Croazia under 21                                                                | 0 – 0                                                                           | Bulgaria under 21                                                               | Amichevole                                                                      | -                                                                               |                                                                                 |
| 26-3-2002                                                                       | Zaprešić                                                                        | Croazia under 21                                                                | 2 – 1                                                                           | Slovenia under 21                                                               | Amichevole                                                                      | -                                                                               |                                                                                 |
| 16-4-2002                                                                       | Karlovac                                                                        | Croazia under 21                                                                | 2 – 0                                                                           | Bosnia ed Erzegovina under 21                                                   | Amichevole                                                                      | -                                                                               | 51’                                                                             |
| 7-5-2002                                                                        | Zaprešić                                                                        | Croazia under 21                                                                | 2 – 0                                                                           | Ungheria under 21                                                               | Amichevole                                                                      | -                                                                               | 63’                                                                             |
| 20-8-2002                                                                       | Lubiana                                                                         | Slovenia under 21                                                               | 1 – 0                                                                           | Croazia under 21                                                                | Amichevole                                                                      | -                                                                               | 51’                                                                             |
| 6-9-2002                                                                        | Vinkovci                                                                        | Croazia under 21                                                                | 3 – 1                                                                           | Estonia under 21                                                                | Qual. Europeo Under-21 2004                                                     | -                                                                               |                                                                                 |
| 11-10-2002                                                                      | Sofia                                                                           | Bulgaria under 21                                                               | 1 – 3                                                                           | Croazia under 21                                                                | Qual. Europeo Under-21 2004                                                     | -                                                                               |                                                                                 |
| 28-3-2003                                                                       | Zaprešić                                                                        | Croazia under 21                                                                | 1 – 1                                                                           | Belgio under 21                                                                 | Qual. Europeo Under-21 2004                                                     | -                                                                               | 88’                                                                             |
| 10-6-2003                                                                       | Valga                                                                           | Estonia under 21                                                                | 0 – 0                                                                           | Croazia under 21                                                                | Qual. Europeo Under-21 2004                                                     | -                                                                               | 80’ 90+4’                                                                       |
| 19-8-2003                                                                       | Londra                                                                          | Inghilterra under 21                                                            | 0 – 3                                                                           | Croazia under 21                                                                | Amichevole                                                                      | -                                                                               |                                                                                 |
| 9-9-2003                                                                        | Malines                                                                         | Belgio under 21                                                                 | 0 – 2                                                                           | Croazia under 21                                                                | Qual. Europeo Under-21 2004                                                     | -                                                                               |                                                                                 |
| 10-10-2003                                                                      | Zaprešić                                                                        | Croazia under 21                                                                | 0 – 1                                                                           | Bulgaria under 21                                                               | Qual. Europeo Under-21 2004                                                     | -                                                                               |                                                                                 |
| 30-3-2004                                                                       | Bihać                                                                           | Bosnia ed Erzegovina under 21                                                   | 1 – 1                                                                           | Croazia under 21                                                                | Amichevole                                                                      | -                                                                               | 70’                                                                             |
| 28-4-2004                                                                       | Skopje                                                                          | Macedonia under 21                                                              | 0 – 0                                                                           | Croazia under 21                                                                | Amichevole                                                                      | -                                                                               | 51’                                                                             |
| 27-5-2004                                                                       | Oberhausen                                                                      | Serbia e Montenegro under 21                                                    | 3 – 2                                                                           | Croazia under 21                                                                | Europeo Under-21 2004 - 1º turno                                                | -                                                                               | 9’ 56’                                                                          |
| 1-6-2004                                                                        | Bochum                                                                          | Italia under 21                                                                 | 1 – 0                                                                           | Croazia under 21                                                                | Europeo Under-21 2004 - 1º turno                                                | -                                                                               |                                                                                 |
| Totale                                                                          |                                                                                 | Presenze                                                                        | 19                                                                              |                                                                                 | Reti                                                                            | 0                                                                               |                                                                                 |

## Palmarès

### Giocatore

#### Competizioni nazionali
- Campionato croato: 2

Hajduk Spalato: 2000-2001, 2003-2004
- Coppa di Croazia: 1

Hajduk Spalato: 2002-2003